# Haud
Haud (o Hawd) es una región de arbustos espinosos y pastizales en el Cuerno de África. Incluye el lado este de la región Somalí de Etiopía adyacente a Somalilandia, o el Área de Reserva Hawd. Las partes orientales de Haud se llaman Ciid.

## Visión general
El Haud es de extensión indeterminada; algunas autoridades consideran que denota la parte de Etiopía al este de la ciudad de Harrar. I. M. Lewis proporciona una descripción mucho más detallada, lo que indica que llega al sur desde las estribaciones de las montañas Golia y Ogo. Los extremos norte y este se encuentran dentro de la República de Somalia, mientras que las partes occidental y sur (la última fusión con la meseta de Ogaden) forman parte de la provincia de Hararge en Etiopía. Durante décadas, (así como todo Ogaden) ha sido un área de conflicto y controversia. La parte oriental de Haud se conoce tradicionalmente como Ciid.
Los británicos ejercieron el control del Ogaden a partir de 1941 como parte del acuerdo angloetíope, administrando el Haud como parte de su colonia adyacente de Somalilandia británica, aunque la soberanía etíope todavía se reconocía en el área. Esta región se definió en el acuerdo de 1942 como que incluía el territorio etíope dentro de un cinturón continuo de territorio etíope de 25 millas [40 km] de ancho contiguo a la frontera de la Somalia francesa, que va desde la frontera de Eritrea hasta el ferrocarril franco-etíope. Desde allí hacia el suroeste a lo largo del ferrocarril hasta el puente de Haraua. Desde allí hacia el sur y el sudeste, excluida Gildessa, hasta el extremo nororiental de los montes Garais y a lo largo de la cresta de la cordillera de estas montañas hasta su intersección con la frontera de la antigua colonia italiana de Somalia. De allí, se extiende a lo largo de la frontera hasta su confluencia con la Somalilandia británica.